# DIGIC
Digital Imaging Core (généralement dénommé DIGIC, ou parfois DiG!C) est le nom donné par Canon pour une famille de traitement du signal et de commande pour appareils photo numérique et caméscopes. Les unités DIGIC sont faites par Canon et utilisées dans ses propres produits d'imagerie numérique.
Techniquement, une unité d'imagerie DIGIC est un circuit intégré spécifique à l'application conçue pour effectuer le traitement du signal haute vitesse ainsi que les opérations de contrôle incorporés dans le produit. Il y a plusieurs générations de DIGIC qui se distinguent par l'annexe au nom.
Une version open/free du firmware pour ces unités a été développée dans le cadre du projet CHDK. Il permet aux utilisateurs de modifier de façon non destructive le firmware d'origine et d'écrire des programmes personnalisés avec de nouvelles fonctionnalités.

## DIGIC

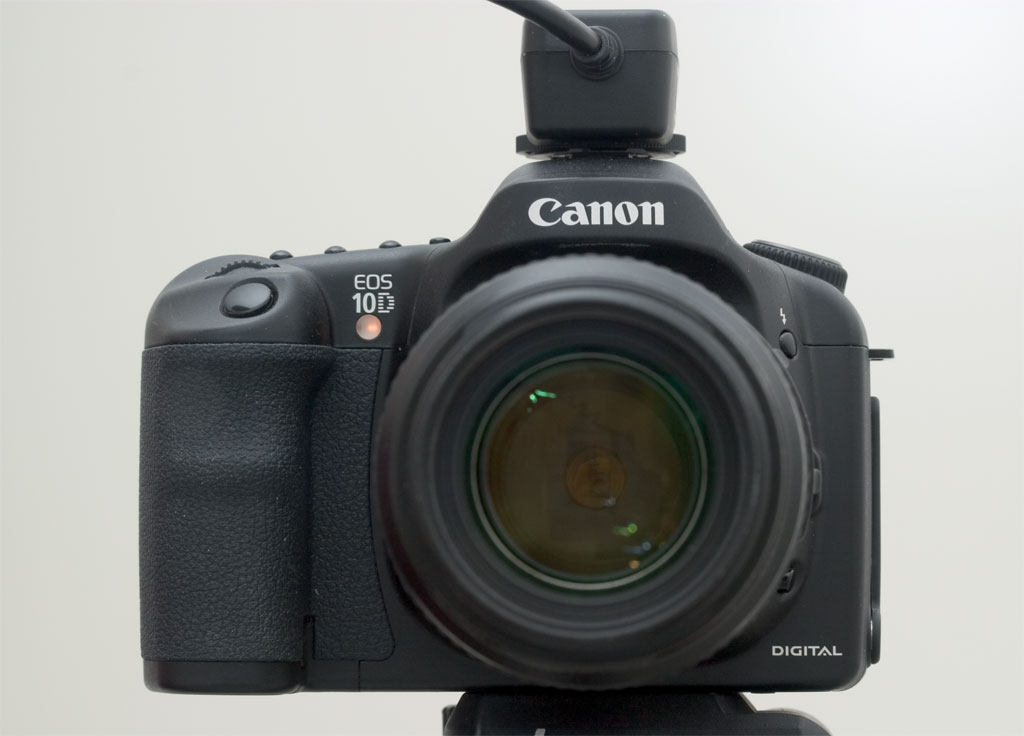
Le Canon EOS 10D embarque le premier DIGIC.

Le DIGIC original (introduit en 2003) a été utilisé sur l'EOS 10D, l'EOS 300D, les PowerShot A520 et S1 IS, et autres appareils photo de la marque. Il se composait de trois puces séparées : un circuit de traitement vidéo, un circuit de traitement d'image et un circuit de contrôle de l'appareil. Il permettait d'optimiser le rendu des couleurs et d'augmenter la vitesse de traitement des données. Cette dernière a permis, par exemple, d'effectuer des prises de vues en continu jusqu’à 3 im/s par séries de 9 vues sur l'EOS 10D.

## DIGIC II
DIGIC II est une puce unique (contrairement à la première DIGIC). Cela a conduit à une conception plus compacte, en réduisant la taille des pièces. DIGIC II a également amélioré le DIGIC initial en ajoutant une mémoire tampon plus grande et plus rapide. Cela a pour effet l'augmentation de la vitesse de traitement. Il utilise de la DDR SDRAM à grande vitesse, ce qui améliore le temps de démarrage et la vitesse de l'autofocus. Canon DIGIC II améliore les couleurs, la netteté et la balance des blancs automatique avec son capteur CMOS issu de la gamme de reflex numériques. Il est utilisé dans certains appareils « experts » et de nombreux reflex numériques tels que les Canon EOS 350D, EOS 400D, 20D, 30D et EOS 5D. Il peut écrire sur la carte mémoire à des vitesses jusqu'à 5,8 Mo/s .

## DIGIC III
Le processeur d'image DIGIC III a pour objectif de fournir une qualité d'image supérieure, un fonctionnement plus rapide et une plus grande autonomie de la batterie par rapport à son prédécesseur. DIGIC III fournit une interaction plus rapide avec la carte mémoire SD pour les PowerShot G7 et G9, SD750, SD800, SD850, SD900, SD1000, A560, A570 IS, A590 IS, A650 IS, A720 IS, S5 IS, EOS 1000D, EOS 450D, EOS 40D, EOS-1D Mark III et EOS-1Ds Mark III. Il fournit également une résolution plus élevée pour leurs écrans LCD.

### Nouvelles fonctionnalités
DIGIC III fournit une nouvelle fonction de détection de visage AF / AE, qui peut trouver jusqu'à 9 visages dans le cadrage. Il permet d'adapter le contrôle de l'exposition et le flash de manière à éclairer correctement les visages ainsi que le reste de l'image, en réduisant les effets néfastes de surexposition ou de visage trop sombre dans une photo. Il revient au système Ai-AF si le sujet n'est pas détecté ou considéré comme un objet (basé sur la base de données iSAPS). Ce système est particulièrement utile dans des lieux touristiques, où des personnes qui ne sont pas destinés à être l'objet de la scène peuvent ainsi être traités d'une manière spécifique.

### Reconnaissance de la scène
La technologie iSAPS est une technique entièrement originale de reconnaissance de scène mise au point par Canon pour les  appareils photo numériques.
Par l'utilisation d'une base de données interne de plusieurs milliers de photos différentes, la technologie iSAPS travaille également avec le processeur d'image DIGIC III afin d'améliorer la vitesse et la précision du focus, ainsi que l'exposition et la balance des blancs.

### Dual-DIGIC III
DIGIC III est également utilisé dans les appareils photo reflex numériques de Canon (en 2007). Le Canon EOS-1D Mark III utilise deux processeurs DIGIC III pour atteindre un taux de capture de 10 images par seconde à 10,1 MP (avec une capture maximale de 110 images, selon la vitesse de stockage ci-joint) . Le Canon EOS-1Ds Mark III utilise aussi deux processeurs DIGIC III pour arriver à une cadence de 5 images par seconde à 21,1 MP..

## DIGIC 4

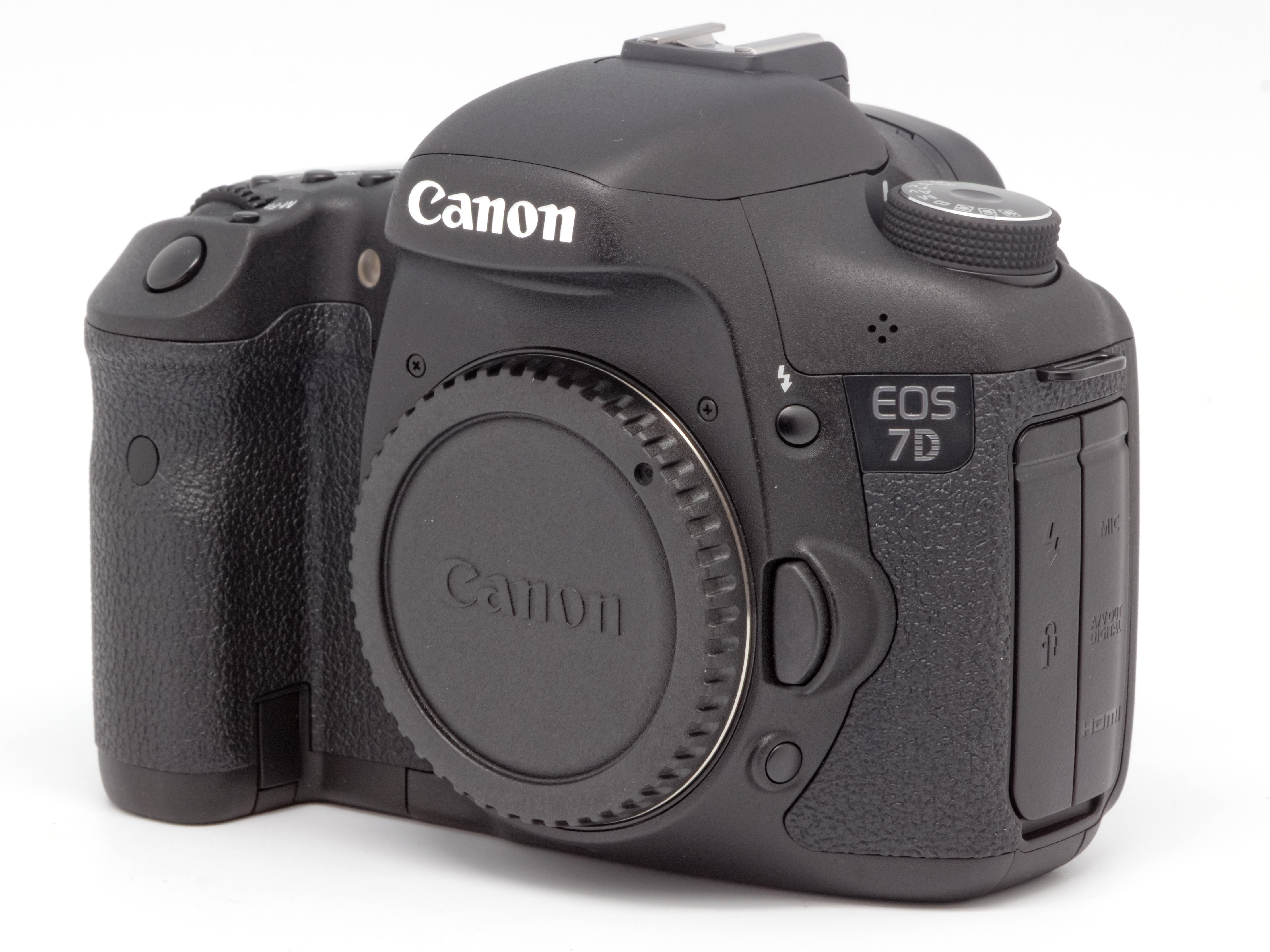
Le Canon EOS 7D est équipé d'un Dual DIGIC 4.

En 2008, Canon a présenté le nouveau processeur DIGIC 4, utilisé par l'EOS 500D, EOS 1100D, EOS 550D, EOS 600D, EOS 50D, EOS 60D, EOS 60Da et EOS 5D Mark II. Il est également utilisé dans les nouveaux appareils de la gamme PowerShot de Canon (A, G, S, SD et SX).
Canon annonce des améliorations telles que :
- Traitement de l'image beaucoup plus rapide par rapport aux processeurs précédents
- Amélioration de la réduction du bruit dans les images haute-ISO
- Amélioration des performances lors de la manipulation des images plus grandes (RAW 14-bit)
- Détection en temps réel de visage en prise de vue « AF Live View »
- Encodage vidéo H.264 1080p[6].

### Dual DIGIC 4
Deux processeurs DIGIC 4 sont utilisés dans l'EOS 7D et l'EOS-1D Mark IV.

### DIGIC 4+
Le DIGIC 4+ est utilisé sur des appareils tels que les PowerShot SX 410 IS, IXUS 145, 155 ou 265 HS.
Introduit en 2014, ce processeur remplace le DIGIC 5 sur les modèles d'entrée de gamme. Bien que les spécifications ne soient pas totalement connues, Canon maintient que ce nouveau processeur est 60% plus rapide que son ancêtre, le DIGIC 4.

## DIGIC 5
Le DIGIC 5 équipe l'EOS 650D, EOS 700D, l'EOS 100D et l'EOS M ainsi que des bridges tels que le PowerShot SX40 HS et des compacts tels que le PowerShot S100 ou le PowerShot G1 X. Il est 6 fois plus rapide et produit 75 % moins de bruit que le DIGIC 4.

### DIGIC 5+
Le DIGIC 5+ est utilisé dans l'EOS 5D Mark III, l'EOS-1D C, l'EOS-1D X, l'EOS 6D et l'EOS 70D.

## DIGIC 6
Le DIGIC 6 est utilisé dans l'EOS 750D et l'EOS 80D.
Un double DIGIC 6 est utilisé dans l'EOS 7D Mark II, l'EOS 5Ds et l'EOS 5DsR.

### DIGIC 6+
Le DIGIC 6+ est utilisé dans l'EOS 5D Mark IV et le EOS-1D X Mark II.

## DIGIC 7
Introduit en mai 2016, le Powershot G7 X Mark II a été le premier appareil photo Canon à recevoir le DIGIC 7. Depuis, il équipe également l'EOS M5, l'EOS M6, l'EOS 77D, l'EOS 800D, l'EOS 200D ainsi que boitier plein format EOS 6D Mark II.

## DIGIC 8
L'appareil photographique hybride EOS M50 commercialisé en avril 2018 a été le premier appareil photo Canon à recevoir le DIGIC 8. Depuis, il équipe également les hybrides plein format EOS R et EOS RP, les reflex à capteur APS-C EOS 250D et 90D, et les appareils compacts à zoom puissant, PowerShot SX70 HS et SX740 HS.

## DIGIC X
Le DIGIC X a été introduit avec le 1D X Mark III en février 2020. Il peut traiter des vidéos 4K jusqu'à 120 fps (vidéos 8K jusqu'à 30 fps sur l'EOS R5).
Les améliorations de la qualité d'image et des performances comprennent :
- le traitement amélioré de la réduction de bruit ;
- le traitement d'image plus net ;
- des sections dédiées ("blocks") du processeur pour les tâches de l'autofocus Dual Pixel CMOS AF et pour la détection du sujet (comprenant le nouvel AF de détection de tête et les possibilités de suivi de l'AF en modes viseur et Live View) ;
- le traitement d'image jusqu'à environ 3,1 plus rapide qu'avec deux processeurs DIGIC 6+ ;
- le traitement en continu jusqu'à environ 380 plus rapide qu'avec deux processeurs DIGIC 6+ ;
- une baisse significative de la consommation électrique comparée au processeur Dual DIGIC 6+.

Les appareils photos utilisant ce processeur comprennent :
- le Canon EOS-1D X Mark III introduit en février 2020,
- les Canon EOS R5 et R6, tous deux introduits en juillet 2020,
- le Canon EOS R3 introduit en septembre 2021,
- les Canon EOS R7 et R10 annoncés le 24 mai 2022,
- le Canon EOS R6 Mark II introduit en novembre 2022,
- les Canon EOS R8 et R50 annoncés le 8 février 2023.

## DIGIC DV
Le DIGIC DV est utilisé dans les caméscopes Canon CCD mono-puce numérique ainsi que les caméscopes DVD DC20 et DC40.

## DIGIC DV II
Le DIGIC DV II utilise un système hybride de réduction du bruit et un nouveau système gamma. Le processeur est utilisé dans tous les caméscopes haute définition de Canon et, à l'exception du DC20 et DC40, la totalité de leurs caméscopes DVD y compris les nouveaux caméscopes SD FS100, FS10, FS11.

## DIGIC DV III
Le processeur DIGIC DV III est utilisé dans les nouveaux caméscopes numériques haute définition Canon HFS100, HFS10, HF200 et HF20.